# Taruia
Taruia est un ancêtre plus ou moins mythique ou plus ou moins historique  que l'on retrouve dans les traditions orales d'Aitutaki et de Penrhyn (Tongareva). 

## Origines de Taruia
Taruia  serait le fils ou le descendant de Te Erui, lui-même fils aîné d'un chef de Kuporu venu s'installer sur Aitutaki et de Pitoroa, une descendante de Ru qui selon la tradition d'Aitutaki aurait été le premier habitant de l'île.
À la mort de Te Erui, Taruia son fils aîné fut intronisé ariki d'Aitutaki. Des années plus tard, Taruia ou l'un de ses descendants apprit qu'une pirogue (vaka) était arrivée par l'est et que ses membres s'étaient installés à Vaitupa. Le chef de cette pirogue s'appelait Ruatapu. Taruia accepta qu'il restât sur Aitutaki. 
Ruatapu proposa un jour à Taruia de partir pêcher ou selon d'autres versions d'aller visiter  Rarotonga, lui assurant qu'il le rejoindrait plus tard. Mais dès qu'il fut parti, Ruatapu s'empara du pouvoir et se fit introniser Ariki. À son retour, Taruia s'apercevant de la trahison de son ancien allié, lui déclara la guerre. Une bataille s'engagea entre les deux hommes et leurs guerriers. Taruia fut défait et dut finalement s'enfuir.

## La fuite de Taruia vers Tongareva et sa descendance
Après une longue traversée, il arriva en vue Tongareva. Il pénétra le lagon par une passe située à l'est de l'atoll et qui porte encore aujourd'hui son nom. Selon les versions, la suite de l'histoire de Taruia à Penrhyn diverge quelque peu bien que l'on en retrouve un certain nombre d'éléments communs. Dans le récit publié par Peter Buck, Taruia ne serait pas resté sur l'atoll  Il aurait néanmoins avant de repartir, installé sur le motu de Tokerau deux hommes dont l'un de ses fils du nom de Titia. Par la suite, ce dernier aurait traversé à la nage une partie du lagon jusqu'au motu connu sous le nom d'Omoka. 
Selon la version de Timi Koro publié dans le Journal of the Polynesian Society, Taruia serait resté à Penrhyn où il aurait pris pour femme une certaine Rakoa. Il aurait eu avec cette dernière un fils appelé ici Ruatitau. Celui-ci aurait épousé une femme du nom de Toua avec qui il aurait eu deux fils, l'aîné s'appelant Uaapu et le cadet Roaina. 
Dans un autre récit recueilli cette fois-ci par Maui Pomare, le nom de l'épouse de Taruia aurait été Ruaatu. Leur fils se serait appelé Toaua et aurait épousé Te Ara Kena de qui serait né un certain Maui qui aurait lui-même eut pour fils Taruia et Maru-o-te-ra. De ce second Taruia serait né Urirau et de Maru-o-te-ra, Roina.
Toujours est-il que ce Urirau (ou Uaapu) et Roina (ou Roaina) qu'ils soient frères biologiques ou classificatoires, seraient par la suite retournés à Aitutaki pour récupérer  sans y réussir leur terre et leur titre d'Ariki.

## Généalogie(s)
Les apparentes contradictions peuvent venir d'erreurs du narrateur original, ou que celui-ci ait souhaité insister sur tel ou tel aspect de la descendance de Taruia en fonction de ses propres origines, ou encore s'agit-il de lignées distinctes de Taruia par des épouses différentes. (voir l'article littérature orale polynésienne)

### Version recueillie parPeter Buck(Tongareva)
- Taruia (m) épouse Taritoa (f) et ont trois enfants
  - Titia (m) qui épouse Rangamea
    - Pupuke (m) qui épouse Haingaturua (f). Ils ont pour fils aîné
      - Tamupo (m)...

  - Rava (f)
  - Tauirangi (m) épouse ??? et ont pour fille
    - Ravainuroro (f) épouse Te Ika et ont pour fille 
      - Haingaturua (f) qui épouse Pupuke (voir plus haut)

### Version deTimi Koro(Aitutaki)
- Taruia (m) épouse Rakoa(f), ils ont un fils appelé
  - Ruatitau (m) qui épouse Toua (f), ils ontdeux fils appélés
    - Uaapu (m) l'aîné repart pour Aitutaki récupérer les terres de Taruia avec son cadet Roaina
    - Roaina (m) le cadet repart pour Aitutaki récupérer les terres de Taruia avec Uaapu

### Version recueillie parMaui Pomare(Aitutaki)
- Taruia (m) épouse Ruaatu (f). Ils ont pour fils aîné
  - Toaua (m) qui épouse Ta Ara Kena (f). Ils ont pour fils aîné
    - Maui(m) qui épouse ???. Ils ont deux fils
      - Taruia (m) l'aîné qui épouse ???. Ils ont pour fils aîné
        - Urirau (m), repart pour Aitutaki avec Roina

      - Maru o te Ra (m) le cadet qui épouse ???. Ils ont pour fils
        - Roina (m) repart pour Aitutaki avec Urirau